# Iñigo Martínez (pelotari)
Iñigo Martínez Guerra, llamado Martínez, nacido en Bera (Navarra) el 23 de febrero de 1997, es un ex-pelotari español de pelota vasca en la modalidad de mano, juega en la posición de zaguero. 